# Castleberry, Alabama
Castleberry là một thị trấn thuộc quận Conecuh, tiểu bang Alabama, Hoa Kỳ. Dân số năm 2009 là 548 người, mật độ đạt 124 người/km².